# HMS Whelp (R37)
«Велп» (англ. HMS Whelp (R37) — військовий корабель, ескадрений міноносець типу «W» Королівського військово-морського флоту Великої Британії часів Другої світової та Холодної воєн.
Ескадрений міноносець «Велп» закладений 1 травня 1942 року на верфі компанії Hawthorn Leslie and Company у Геббурні. 3 червня 1943 року він був спущений на воду, а 25 квітня 1944 року увійшов до складу Королівських ВМС Великої Британії. Есмінець брав участь у бойових діях на морі в Другій світовій війні, бився на Тихому океані. Входив до складу Східного та Тихоокеанського флотів Великої Британії, здійснював ескортні функції авіаносних груп при проведенні атак на окуповані Японією Нікобарські острови, Голландську Ост-Індію, Формозу та бився за Окінаву. Корабель брав участь у церемонії капітуляції Японії в Токійській затоці та пізніше у Гонконгу. У січні 1946 року виведений до резерву. 1952 році проданий ВМС Південно-Африканського Союзу, перейменований на «Сімон ван дер Стел». 1972 році виведений зі складу флоту, 1976 — розібраний на брухт.
У 1944—1946 роках першим лейтенантом есмінця був лейтенант Філіп, принц Грецький і Данський, онук короля Греції Георга I, майбутній чоловік королеви Великої Британії Єлизавети II.

## Історія служби

### 1944
Після введення до строю есмінець увійшов до 3-ї флотилії есмінців Домашнього флоту і базувався в Скапа-Флоу. Під час служби його капітаном і першим лейтенантом були командир Г. А. Ф. Норфолк і лейтенант Його Королівська високість принц Греції та Данії Філіп, майбутній герцог Единбурзький. У середині червня «Велп» відплив до Шпіцбергена, щоб поповнити там невеликий гарнізон союзників. Потім корабель підпорядкували 27-ій флотилії есмінців, яка 2 серпня вирушила на Далекий Схід і 12 вересня прибула в Тринкомалі, Цейлон (тепер Шрі-Ланка). У середині серпня есмінець з групою британських кораблів брав участь у прикритті вторгнення союзників у Південну Францію.
У жовтні 1944 року есмінець «Велп» переведений на Тихоокеанський театр війни, де включений до оперативної групи № 63.3 (TG 63.3) Східного флоту, що проводила диверсійні та демонстраційні дії на Нікобарських островах, прикриваючи справжню мету — висадку американських військ на острів Лейте.
20 грудня 1944 року британська оперативна група діяла в рамках операції «Робсон», завдавши повітряних ударів по комплексу нафтоочисних споруд у Пангкалан Брандант на Суматрі.

### 1945
4 січня 1945 року 63-тя об'єднана оперативна група британського флоту завдала потужного удару по нафтопереробній інфраструктурі у Пангкаланзі на Суматрі, де хазяйнували японські окупанти.
24 січня 1945 року британці провели черговий наліт у ході операції «Меридіан» на об'єкти нафтової промисловості в Палембанг.
«Велп» був першим кораблем союзників, який 27 серпня увійшов у Саґамську затоку, пробиваючи шлях для британського лінкора «Герцог Йоркський» та американських лінкорів «Айова» та «Міссурі». Есмінець був присутній у Токіо під час офіційної капітуляції Японської імперії 2 вересня. 9 вересня він вийшов з Токіо і після нічної зупинки на Окінаві 11/12 вересня прибув до Гонконгу з адміралом Фрезером на борту. 16 вересня він прийняв капітуляцію японських військ у Гонконзі.